# Медаль «30 лет Победы над фашистской Германией»
Медаль «30 лет Победы над фашистской Германией» (болг. 30 години от победата над фашистка Германия) учреждена 5 марта 1975 года в ознаменование 30-летия разгрома фашистской Германии. Ею награждались болгарские граждане — участники антифашистской борьбы, участники в Отечественная война Болгарией 1944—1945, родственники погибших в борьбе, бойцы и командиры Болгарской Народной Армии, состоявшие на службе к юбилейной дате, а также иностранные граждане. Медаль чеканилась на Государственном монетном дворе. по проекту Р.Пеева.